# Ереб
Ереб (на гръцки: Ἔρεβος; превод от финикийски – залез) в древногръцката митология е олицетворението на мрака.
Създаден е от Хаоса. Ереб и Нюкта са родители на Хемера (деня) и Ефир.
Участвал във войната на титаните и бил хвърлен от Зевс в Тартара. Олицетворява мрачното пространство, което според вярването на древните гърци се намирало под земята, над Ада, и там душите изкупвали земните си грехове.